# Карля Улманя гатве
Ка́рля У́лманя га́тве (латыш. Kārļa Ulmaņa gatve, в разговорной речи также Юрмальское шоссе, Jūrmalas šoseja) — магистральная улица в Земгальском предместье города Риги, самая длинная улица Пардаугавы и третья по протяжённости во всём городе. Начинается от Островного моста как продолжение улицы Лачплеша, пролегает в юго-западном, северо-западном и западном направлении до городской черты, за которой переходит в шоссе A10 на Юрмалу и Вентспилс.
Служит границей ряда исторических районов Риги (по правую сторону расположены Торнякалнс, Плескодале, Золитуде; по левую — Атгазене, Зиепниеккалнс и Мукупурвс), а также пересекает территории районов Салас, Биерини и Бебербеки. Кроме того, на протяжении 1550 метров, между улицами Упесгривас и Калнциема, Карля Улманя гатве служит границей Риги с прилегающим городом Марупе, к которому относится ряд строений по левой (нечётной) стороне улицы.

## История
Магистраль намечена в генеральном плане города Риги в 1965 году. Участок от Островного моста до улицы Баускас проходит по бывшей улице Луцавас (ликвидирована в 1974 году), дальнейшая трасса проложена по границам жилых кварталов и производственных территорий.
В 1981 году новая улица названа именем немецкого коммуниста Эрнста Тельмана (1886—1944); в 1991 получила современное наименование — в честь президента Латвии Карлиса Улманиса (1877—1942). Других переименований не было.

## Транспортное значение
Карля Улманя гатве на всём протяжении является частью главной государственной автодороги A10, а на отрезке до пересечения с Виенибас гатве — также и частью автодороги A8. Имеет две раздельные проезжие части и по 2-4 полосы в каждом направлении. Общая длина улицы (включая Островной мост, считающийся её частью) — 11958 метров. На всём протяжении имеет асфальтовое покрытие; на отдельных участках проходят маршруты автобуса, по Островному мосту курсирует троллейбус.
Имеется несколько искусственных сооружений: Островной мост и мост через Марупите, путепровод через железнодорожную линию Рига — Елгава, двухуровневые развязки с улицами Мукусалас, Баускас, Юркалнес. При пересечениях с улицами Калнциема, Грамздас и Бебербекю сооружены пешеходные переходные мосты через автомагистраль.

## Застройка
Основу застройки составляют промышленные и коммерческие здания. Жилая застройка представлена малоэтажными частными домами, преимущественно относящимися к смежным улицам.
- Дом № 2 — бывшее акционерное общество (в советское время — производственное объединение) «Страуме». Ликвидировано в 2002 году, его бывшие производственные и офисные помещения ныне занимают предприятия различных сфер деятельности[9].

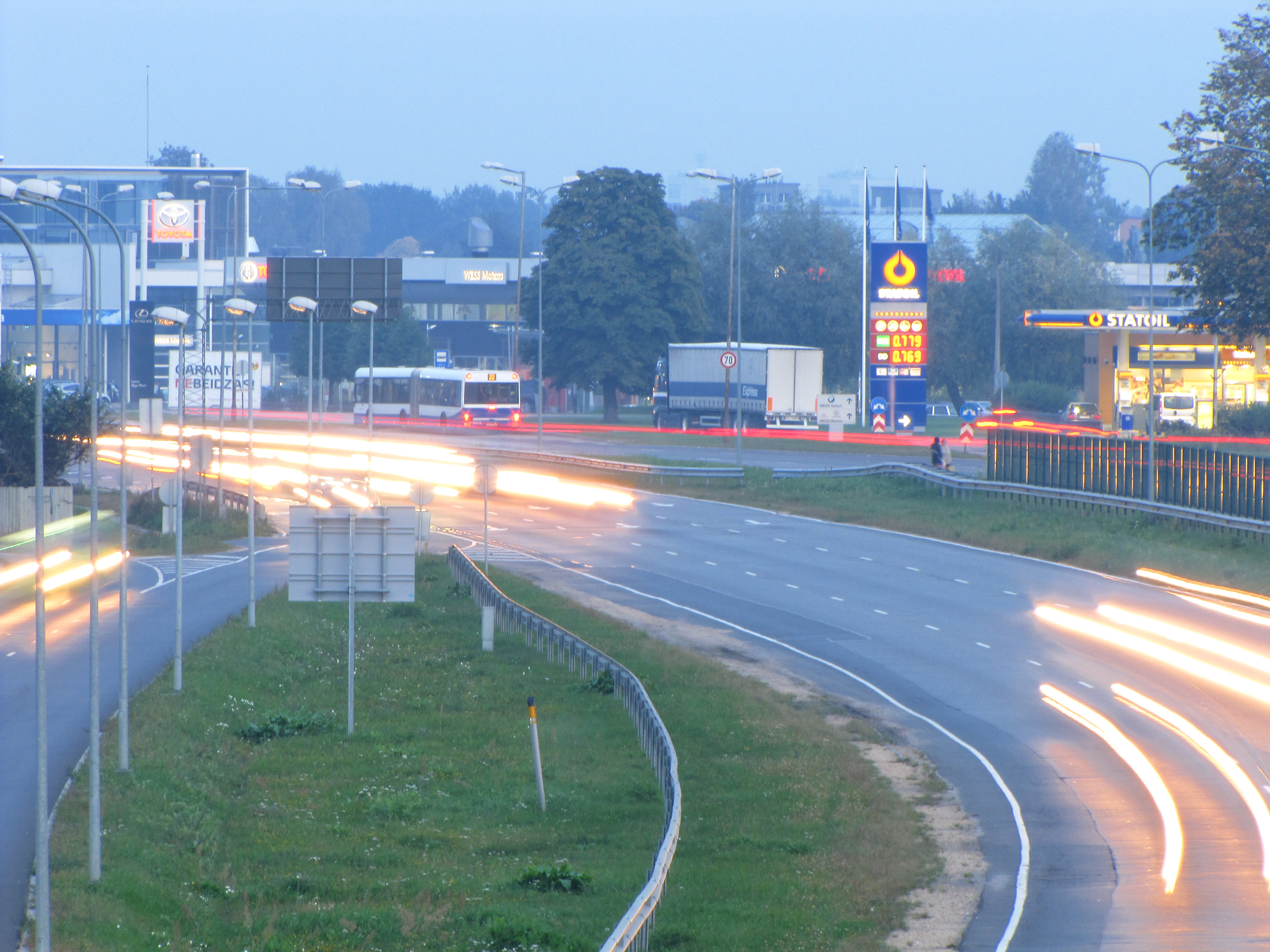
Вечерний вид
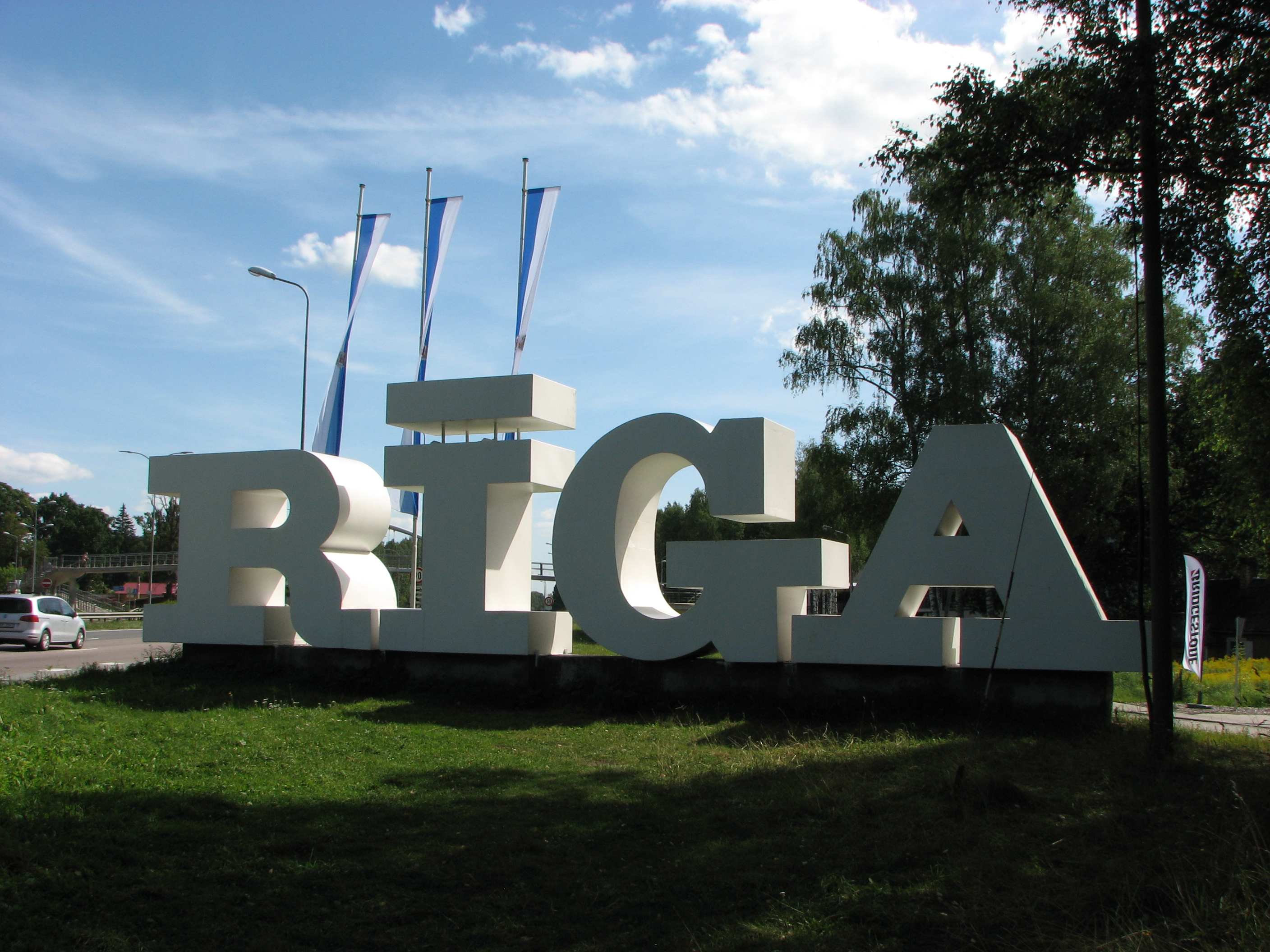
Знак при въезде в Ригу
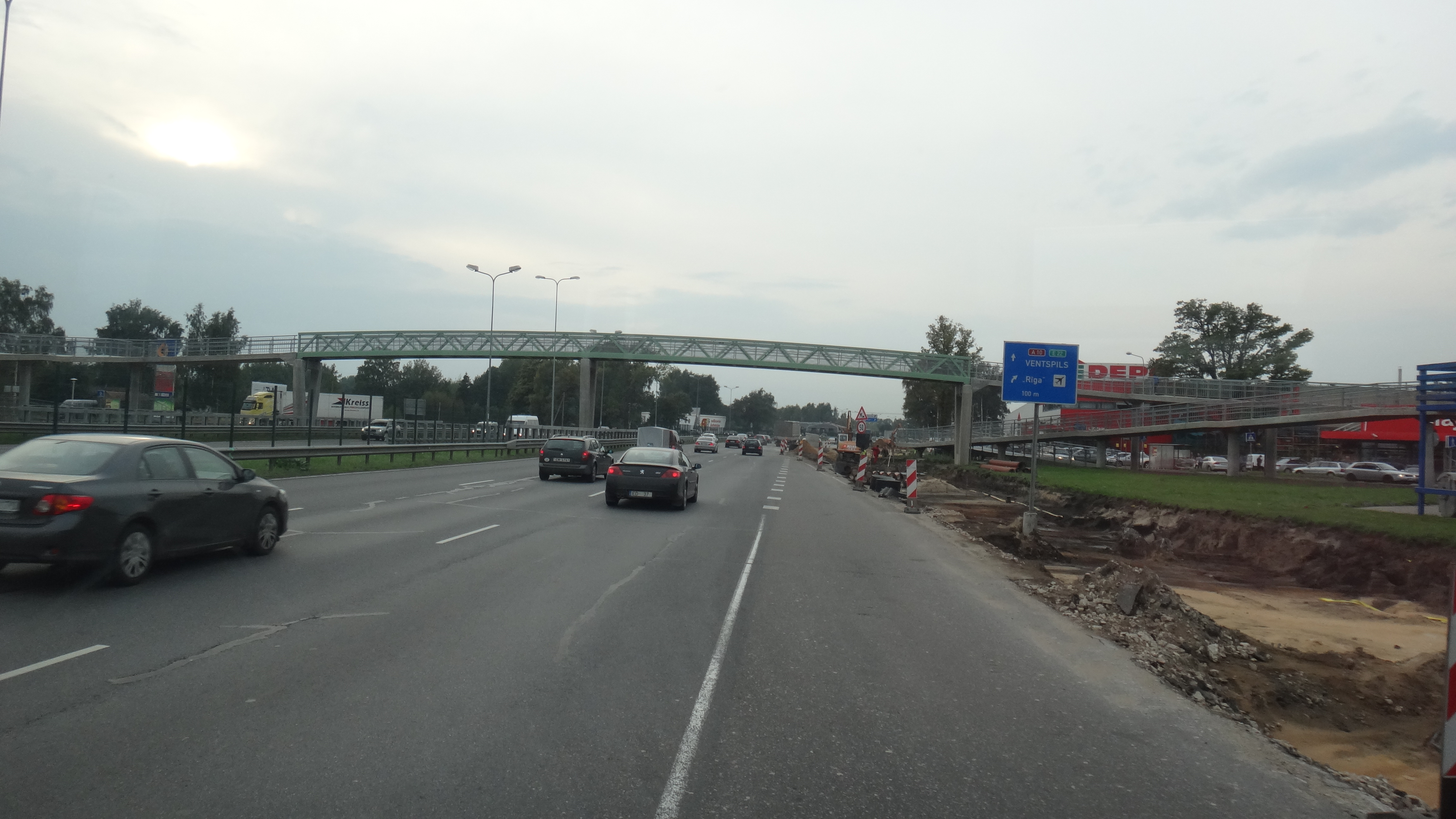
Автодорога в районе ул. Калнциема
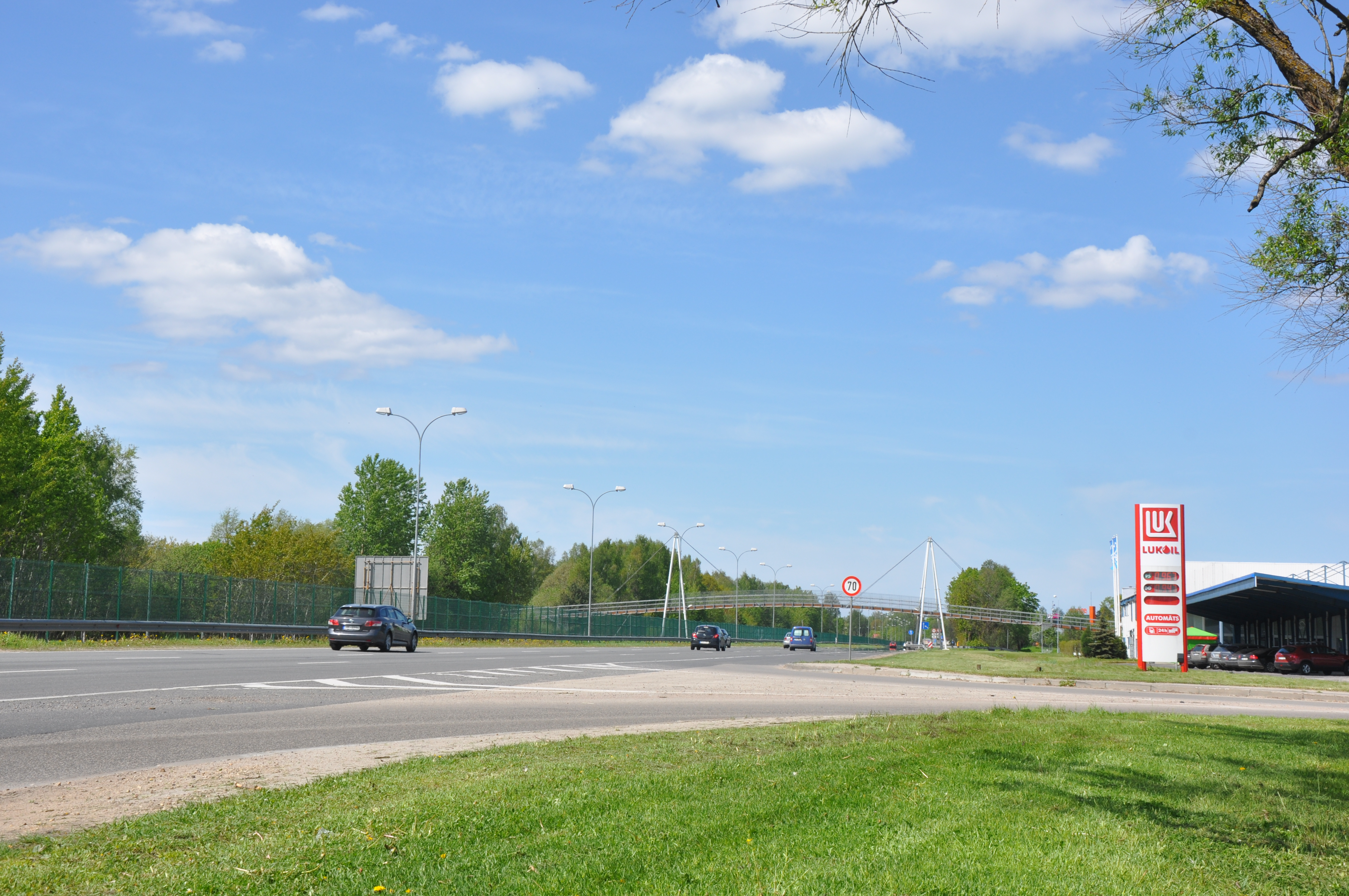
Пешеходный мост на ул. Грамздас

## Прилегающие улицы
Карля Улманя гатве пересекается со следующими улицами:
- улица Краста
- набережная Закюсалас
- улица Мукусалас
- улица Баускас
- улица Гарозес
- улица Валдекю
- улица Вайнёдес
- улица Телтс
- Виенибас гатве
- улица Дикя (нет дорожного соединения)
- улица Дзелзцеля (нет дорожного соединения)
- улица Адулиенас (пересечение в двух уровнях)
- улица Апгулдес (пересечение в двух уровнях)
- улица Алсунгас (пересечение в двух уровнях)
- улица Териню P132 (пересечение в двух уровнях)
- улица Ояра Вациеша
- улица Звардес (нет дорожного соединения)
- улица Ивес / улица Робежу (пересечение в двух уровнях)
- улица Цирулю (пересечение в двух уровнях)
- улица Лидера (нет дорожного соединения)
- улица Спиргус (нет дорожного соединения)
- улица Лайдзес (нет дорожного соединения)
- улица Лиепаяс
- улица Озолниеку (нет дорожного соединения)
- улица Планицас
- улица Спарес
- улица Палтмалес (нет дорожного соединения)
- улица Мазирбес / улица Яунпилс
- улица Упесгривас
- улица Яунмоку
- улица Малдугуню (Марупе)
- улица Вердиню (Марупе)
- улица Лиела (Марупе)
- улица Лиелирбес
- улица Плиеньциема (Марупе) V16
- улица Калнциема
- улица Шампетера
- улица Юркалнес / автодорога P133 на аэропорт «Рига»
- улица Гренчу / улица Зебренес
- улица Лакшу / улица Валтайкю (нет дорожного соединения)
- улица Приедайнес
- улица Грамздас
- улица Вилкупурва
- улица Рикшотаю
- улица Наудитес
- улица Межмалас
- улица Улмалес (нет дорожного соединения)
- улица Гавиезес
- улица Керпью (нет дорожного соединения)
- улица Дзервеню (нет дорожного соединения)
- улица Мелленю (нет дорожного соединения)
- улица Пурмсату (нет дорожного соединения)
- улица Бебербекю